# جوليس أرونز
جوليس أرونز (بالإنجليزية: Jules Aarons)‏ هو مصور وفيزيائي أمريكي، ولد في 3 أكتوبر 1921 في ذا برونكس في الولايات المتحدة، وتوفي في 21 نوفمبر 2008 في نيوتن في الولايات المتحدة.